# Albericus
Albericus é um gênero de anfíbios da família Microhylidae.
As seguintes espécies são reconhecidas:
- Albericus alpestris Kraus, 2010
- Albericus brevicrus Günther & Richards, 2012
- Albericus brunhildae Menzies, 1999
- Albericus darlingtoni (Loveridge, 1948)
- Albericus exclamitans Kraus & Allison, 2005
- Albericus fafniri Menzies, 1999
- Albericus gudrunae Menzies, 1999
- Albericus gunnari Menzies, 1999
- Albericus laurini Günther, 2000
- Albericus murritus Kraus & Allison, 2009
- Albericus pandanicolus Günther & Richards, 2012
- Albericus rhenaurum Menzies, 1999
- Albericus sanguinopictus Kraus & Allison, 2005
- Albericus siegfriedi Menzies, 1999
- Albericus swanhildae Menzies, 1999
- Albericus tuberculus (Richards, Johnston & Burton, 1992)
- Albericus valkuriarum Menzies, 1999
- Albericus variegatus (Van Kampen, 1923)